# Caminho Trentino
O Caminho Trentino é uma estrada histórica e turística localizada no município brasileiro de Piraquara, na Região Metropolitana de Curitiba.
A estrada, que não é pavimentada, liga o centro de Piraquara à Colônia Santa Maria (antiga Colônia Imperial Santa Maria do Novo Tirol da Boca da Serra). Suas atrações são o turismo de aventura, aliados ao turismo rural, ecológico, cultural, histórico e gastronômico, pois ao longo da estrada são encontrados restaurantes, pousadas, hotéis fazendas e a histórica "Represa do Carvalho" (primeira captação de água para a cidade de Curitiba) e o "Túnel da Roça Nova" (um dos túneis da histórica Estrada de Ferro Curitiba-Paranaguá, com 429 metros de extensão), além de um ponto de visão da baía de Paranaguá, pois a estrada se encontra na encosta oeste da Serra do Mar.

## História
A estrada foi aberta no fim do século XIX como caminho utilizado na nova colônia instalada em 1878 na então província do Paraná. A Colônia Imperial Santa Maria no novo Tirol da Boca da Serra foi formada por imigrantes tiroleses de língua italiana oriundos do território que hoje é a província de Trento no norte da Itália. Até 1918 a região pertencia ao extinto Império Austro-Húngaro. Trata-se da única colônia de imigrantes tiroleses no estado do Paraná. 
A colônia foi instalada, originalmente, com 59 famílias totalizando 300 pessoas que ao longo dos anos incorporaram os seus costumes, sua culinária e as tradições tirolesas aos costumes locais, assim se tornando na atualidade uma região muito visitada por turistas e consumidores da gastronomia local.